# ゆっきー
ゆっきー（1972年〈昭和47年〉9月12日 - ）は福岡県を拠点に活躍するラジオパーソナリティ、ローカルタレントである。本名は小田 有己江（おだ ゆきえ）。所属事務所はマインドクリエイティブ→パインズ。栃木県栃木市出身。

## 略歴
- 栃木の栃木県立小山城南高等学校を卒業。専門学校東京アナウンス学院を卒業したのち来福。天神エフエムなどでDJを務めたのち、KBCラジオが当時の新番組「チャレンジ5」をスタートする際に行ったDJオーディションで採用され同番組に出演。終了後に同局の若者向け音楽ワイド番組「ゴリソン」のアシスタントを務める。
- その後ニッポン放送LF+R「allnightnippon SUPER!」のKBCでのネット開始に伴う改編でスタートした「おタコプーアワー・おタコのクセに!」でおタコ（後のおたこぷー）と共にパーソナリティーを務める。2年半に渡って続いたこの番組で、ゆっきーはおタコの暴走を止めるストッパーとして、そして声優のような声と生来の優しさで中高生からの支持を得る事となる。
- 2003年からは「栗田善成のまずはラジオでおつかれさん」のアシスタント（月曜〜水曜）となり、栗田のセクハラまがいの発言にも負けずさらに幅広い年齢層からの支持を集めた。
- 「まずラジ」は2006年春をもって卒業。同時期に現在の事務所に移籍、4月からはfm fukuoka夕方の新ワイド番組「Ging Ging Sparkling」の月・火を担当した。
- 2008年3月24日のGing Ging Sparklingで入籍・東京に引越し・番組卒業することを発表した。

## 出演
KBCラジオ
- チャレンジ5
- ゴリソン
- おタコプーアワー・おタコのクセに!（1999年10月 - 2002年3月）
- KBCカレイドスコープ(2002年4月 - 2004年9月）
- 栗田善成のまずはラジオでおつかれさん（2003年4月 - 2006年3月）月曜 - 水曜アシスタント
- 夜はこれから!BOO3（2004年4月 - 9月、番組は2006年9月で終了）
- KBCミュージックスナップ（2004年10月 - 2006年3月）

fm fukuoka
- Ging Ging Sparkling（2006年4月 - 2008年3月）
- 福岡パラダイス

TNC
- 情報レシピ ニジ☆ゴジ（2008年3月21日ニジ☆ゴジ放送中結婚による引退を発表)

## エピソード
- 子供の頃はムツゴロウさんの大ファンで、ファンクラブにも入るほどであったという。
- ピンポンパンのお姉さんの酒井ゆきえに憧れ、自分も将来ピンポンパンのお姉さんになりたいと思っていた。ゆっきーが担当した「Ging Ging Sparkling」の月曜日、「Ging Ging Beat 占い」でゆっきーは「体操のお姉さん」を演じていた。
- 高校時代、シェークスピアの歌劇を見てミュージカルに憧れ、高校3年生にして演劇部に入部。専門学校ではミュージカル科に進学、寮生活を送る。栃木弁の尻上がり調のイントネーションに苦しみ、克服するためにしばらく故郷に帰らなかったという。
- 趣味はコンサート・ライブ鑑賞で、年に100本以上のライブを見に行っている。また、映画「フラガール」を見て感激し、フラダンスを始めた。ただし、最近はほとんど練習には行っていないようである。
- 特技を聞かれると、よく「踵落とし」と答える。実際に「おタクセ」の番組イベントで踵落としを披露したことがある。
- 「おタクセ」担当の頃、放送中に何度もおタコの全裸を見せつけられていた。また「まずラジ」担当の頃は栗田善成に何度も「裸になって立ってなさぁ〜い!」と言われていたなど、よくセクハラも受けていた。
- 出身である栃木市の隣町である佐野市出身の河口恭吾にインタビューをする機会が多く、そのときはいつも地元ネタのオンパレードとなる。